# Progressione del record italiano della marcia 35 km maschile

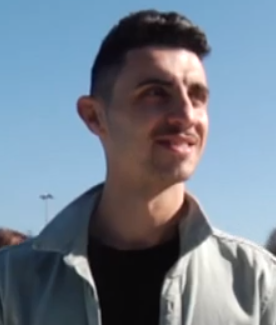
Massimo Stano, detentore del record italiano della marcia 35 km dal 2022.

La voce seguente illustra la progressione del record italiano della marcia 35 km maschile di atletica leggera.
Il primo record italiano maschile su questa distanza venne ratificato il 24 luglio 2022, in quanto in quell'anno fu riconosciuta come disciplina olimpica. Prima di quella data la migliore prestazione italiana apparteneva ad Alex Schwazer con il tempo di 2h26'16".

## Progressione
| Tempo    | Atleta        | Società                    | Luogo     | Data           | Note  |
| -------- | ------------- | -------------------------- | --------- | -------------- | ----- |
| 2h23'14" | Massimo Stano | Gruppo Sportivo Fiamme Oro | Eugene    | 24 luglio 2022 |       |
| 2h20'43" | Massimo Stano | Gruppo Sportivo Fiamme Oro | Podebrady | 18 maggio 2025 | [ 1 ] |